# ريتشارد هاوبتمان
ريتشارد هاوبتمان (بالألمانية: Bruno Richard Hauptmann) هو نجار تركيبات ‏ ألماني، ولد في 26 نوفمبر 1899 في كامينز في ألمانيا، وتوفي في 3 أبريل 1936 في ترنتون في الولايات المتحدة بسبب صعق كهربائي.

## وصلات خارجية
- ريتشارد هاوبتمان على موقع IMDb (الإنجليزية)
- ريتشارد هاوبتمان على موقع الموسوعة البريطانية (الإنجليزية)
- ريتشارد هاوبتمان على موقع إن إن دي بي (الإنجليزية)